# 타발 (국가)
타발(Tabal, 신아시리아 아카드어: 𒆳𒋫𒁄, 𒌷𒋫𒁄)는 나중에 비트-부루타슈(신아시리아 아카드어: 𒆳𒂍𒁹𒁍𒊒𒋫𒀾) 또는 비트-파루타(신아시리아 아카드어: 𒂍𒁹𒉺𒊒𒋫)로 재편성되었으며, 철기 시대에 아나톨리아 남동부에 존재했던 루위아어를 사용하는 시리아-히타이트 국가였다.

## 이름
신아시리아 제국이 이 왕국에 부여한 이름인 '타발'은 아마도 할리스강 남쪽 강둑에 위치한 타발 왕국과 지역을 참조하여 물줄기의 "강둑" 또는 "해안"을 의미하는 아카드어 용어였던 것으로 추정된다.
관련 루위아어 비문이 없기 때문에, 타발 왕국의 본래 이름은 아직 알려져 있지 않다.

### 사용법
타발 왕국은 할리스 강, 토로스산맥, 콘야 평원 및 안티-토로스 산맥으로 둘러싸인 지역에 위치했으며, 이 지역에는 시리아-히타이트 국가들이 밀집해 있었다.
신아시리아 제국은 타발이라는 이름을 좁은 의미에서는 타발 왕국을 지칭하는 데 사용했고, 넓은 의미에서는 왕국이 속한 더 넓은 지역과 이 지역 내 다른 국가들을 총칭하는 데 사용했다.
따라서 현대 학자들은 더 넓은 타발 지역과 구별하기 위해 왕국을 "본격 타발"이라고 지칭한다.

## 지리

### 위치
타발 왕국은 더 넓은 타발 지역에 위치한 여러 국가 중 하나였으며, 그 중 가장 북쪽에 위치한 가장 큰 국가였다. 타발 본국의 영토는 북쪽으로는 할리스 강과 접해 있었고, 현재 카이세리 시 주변 지역과 현대 튀르키예의 카이세리주 및 니데주를 포함하여 현재의 카이세리에 해당하는 지역까지 남쪽으로 확장되었다.
그럼에도 불구하고 투와티스 2세 왕을 언급하는 일부 비문들은 타발 왕국이 할리스 강 북쪽 지역에도 어느 정도의 통제력을 가졌을 수도 있음을 시사한다.

### 정착지
타발의 수도는 아직 발견되지 않았지만, 현재 튀르키예의 쿨룰루(Kululu) 지역에 위치했을 가능성이 있으며, 이 국가에 속했던 또 다른 도시는 쿨룰루 서쪽 인근의 술탄한에서 발견되었다.

### 이웃 국가
기원전 8세기에 타발의 가장 중요한 이웃 국가는 토로스 산맥 입구 바로 북쪽에 위치한 투와나 왕국이었다. 타발의 남쪽 국경은 에르다슈 산과 호둘 산에 의해 형성되었으며, 이 산들이 투와나와 타발을 분리했다.

## 역사

### 철기 시대

#### 신히타이트 시대

##### 타발 왕국
후기 청동기 시대부터 타발에 대한 불확실하지만 가능한 초기 언급은 중아시리아의 왕 티글라트-필레세르 1세가 나이리에서의 첫 번째 전역에서 격파했던 23명의 통치자 연합에 속한 "투알리 땅" (중아시리아 아카드어: 𒆳𒌅𒀀𒇷 māt Tuali)이었을 수 있다. 투알리라는 이름은 /t/에서 /l/로 루위아어 음운 변화를 겪은 루위아어 원래 이름 투와티스(Tuwattīs)의 아카드어 형태였을 수 있다. 투알리/투와티스라는 이름은 이 왕국의 조상 왕에게 속한 것으로 보이며, 그의 이름은 나중에 이 국가의 왕들에게 재사용되었다.
말라티야의 사자 문에 조각된 투와티스 왕자 역시 타발 왕국을 의미하는 것이라는 해석이 있다.

###### 샬마네세르 3세의 타발 전역
본격적인 타발에 대한 첫 번째 확실한 언급은 샬마네세르 3세(기원전 859년~기원전 824년 재위)가 기원전 837년에 타발 지역에서 수행한 전역의 기록에서 나온다. 당시 타발은 24개의 국가로 구성되어 있었다.
이 전역 동안 샬마네세르 3세는 안티-토로스 산맥을 넘어 타발 왕 투와티스 1세의 영토를 침략하고 그의 왕국 내 정착지를 파괴하여 투와티스 1세가 수도인 아르툴루로 도피하게 만들었다. 샬마네세르 3세는 아르툴루를 포위했지만, 투와티스 1세는 신아시리아군이 도시를 포위하자 즉시 항복했고, 그의 아들 키키는 샬마네세르 3세에게 조공을 바쳤으며, 이 지역의 나머지 23개 국가의 통치자들도 싸움 없이 조공을 바쳤다. 이후 샬마네세르 3세는 키키를 타발의 새 왕으로 임명했을 수도 있다.
투와티스 1세의 타발 왕조사에서의 위치는 불확실하다. 그는 기원전 8세기에 타발에서 새로운 왕조를 세웠을 수도 있고, 아니면 그의 조상이 세운 오래된 왕조의 일원이었을 수도 있다.
타발 지역의 왕들은 샬마네세르 3세가 멜리드 전역에서 우에타쉬 요새를 점령한 후인 기원전 836년에 다시 조공을 바쳤다.
샬마네세르 3세의 전역 이후 한 세기 동안, 타발 왕국은 타발 지역의 여러 작은 국가들을 흡수했는데, 이는 아마도 공격적인 팽창주의를 통해 이루어졌을 것이다. 이를 통해 타발은 6대 주요 왕국 중 가장 크고 북쪽에 위치한 국가로 성장했으며, 나머지 왕국들은 아투나, 투와나, 이스투안다, 후비시나, 그리고 시누흐투였다.

###### 우라르투에 복종
기원전 780년c., 타발은 우라르투 왕 아르기슈티 1세에게 복종하고 조공을 바쳤다. 이 사건을 기록한 아르기슈티 1세의 연대기에는 타발을 𒁹𒌓𒀀𒋼𒄭𒉌𒄿로 언급하고 있으며, 이는 다양하게 해석되어 왔다.
- "투아테(투와티스)의 아들들(후손들)의 땅" (Tuate=hi=i=ni=ø ebani=ni=ø);
- 또는 "투아테(투와티스)에게 속한 땅" (Tuate=hini=i ebani=ni=ø);
- 또는 "투아테의 땅."[37]

우라르투 기록에 타발이 언급된 것은 타발이 중앙 아나톨리아에서 어느 정도 중요성을 가지고 있었음을 시사한다.

###### 신아시리아 제국에 복종
기원전 738년c.경, 본격적인 타발을 포함한 타발 지역은 신아시리아 왕 티글라트-필레세르 3세 (재위 기간: 기원전 745년~기원전 727년)의 조공국이 되었다. 이는 아마도 그가 기원전 743년에서 기원전 740년 사이에 아르파드를 정복한 후 타발 지역의 국가들이 그에게 복종하게 되었기 때문이거나, 티글라트-필레세르 3세가 타발에서 수행한 전역의 결과일 수 있다.
기원전 8세기 중반, 타발은 왕 투와티스 2세에 의해 통치되었는데, 그는 키키의 후손이었을 수도 있다. 기원전 738년 이전에 투와티스 2세는 투와나의 와르팔라와스 2세 왕과 아투나의 아슈히티 왕과 함께 티글라트-필레세르 3세에게 조공을 바쳤다. 당시 타발이 신아시리아 제국에 바친 조공은 말, 소, 양으로 구성되어 있었다.

###### 지역 패권
쿨룰루와 술탄한 주변 지역 북동쪽에서 발견된 투와티스 2세의 신하라고 자처하는 사람들의 비문 여러 개와 할리스 강 북쪽에서 발견된 "투와티스 경"을 언급하는 납 조각은 타발이 이 시기 동안 이 두 지역 중 하나를 기지로 삼아 카파도키아 북서부에서 권력을 공고히 하고 있었음을 시사한다. 따라서 투와티스 2세, 그리고 아마도 그의 아들 바수사르마스 이후로는 할리스 강 북쪽 지역에 관심을 가졌고, 할리스 강 북쪽 지역 자체는 타발이 직접 통치했거나 투와티스 2세의 봉신인 무와탈리스에 의해 통치되었을 수 있다.
타발 영토 내의 한 속국은 루와스라는 인물이 통치했는데, 그는 타발 수도에 세워진 여러 비석에서 자신을 "투와티스의 신하"라고 칭했다. 이 루와스는 자신을 상위 통치자들의 "주택 관리인" (신성문자 루위아어: 𔐓𔗦𔓷𔓚𔗬𔖱𔖻𔖭, parni=nannis)이라고 묘사했고, "태양의 축복을 받은 자" (신성문자 루위아어: 𔐓𔗦𔓷𔓚𔗬𔖱𔖻𔖭, asha tiwaramis)라고 칭했는데, 이는 위대한 통치자를 섬기는 관리 통치자들이 사용했던 칭호였다.
투와티스 2세의 뒤를 이은 그의 아들 바수사르마스 역시 신아시리아 제국에 조공을 바치는 봉신이었다.
바수사르마스는 자신을 타발 지역의 지역 패권자로 여겼고, "대왕" (신성문자 루위아어: 𔐒)과 "영웅" (신성문자 루위아어: 𔐕)이라는 권위 있는 칭호를 사용했다. 아마도 동시대의 서쪽 지역을 통치했던 왕 하르타푸스가 이 칭호를 부활시킨 것과 함께, 이는 기원전 10세기 카르케미시의 통치자들이 사용을 중단한 이후 루위아 통치자가 이러한 제국 히타이트 칭호를 채택한 첫 사례였다.
바수사르마스가 자신과 그의 아버지에게 이러한 칭호를 사용한 것은 타발 지역의 다양한 통치자들이 이를 인정하거나 거부할 만큼 중요했던 것으로 보이며, 투와나의 와르팔라와스 2세와 시누흐투의 키야키야스 같은 다른 타발 통치자들은 그의 봉신이었을 수도 있다.
이 시기에 신아시리아와 같은 강대국들이 타발 지역에 다시 관심을 가지게 되면서 바수사르마스는 그의 왕국을 강력하고 영향력 있는 국가로 발전시킬 수 있었다. 바수사르마스의 팽창주의적 시도는 프리기아 왕이 이끄는 또는 콘야-카라만 평원의 하르타푸스 왕이 이끄는 타발 지역을 침범하려는 여덟 적대적인 통치자 연합과의 갈등으로 이어졌다. 바수사르마스는 투와나의 와르팔라와스 2세, 시누흐투의 키야키야스, 그리고 다른 알려지지 않은 왕 루완다스의 도움으로 이들을 격파했다고 주장했다. 이 승리로 바수사르마스는 그의 국경을 서쪽으로 확장할 수 있었다.

###### 바수사르마스 폐위
신아시리아의 조공국이었음에도 불구하고, 바수사르마스는 "대왕"과 "영웅" 칭호를 계속 사용했다. 신아시리아 제국은 지역 통치자들이 너무 강력해지는 것을 막으려 했기 때문에, 티글라트-필레세르 3세는 바수사르마스가 자신과 동등하게 행동한다고 비난했고, 그 결과 기원전 732년에서 기원전 730년경에 그를 폐위시키고 훌리야스라는 인물을 타발의 왕으로 교체했다. 바수사르마스의 폐위는 타발 지역에 권력 공백을 초래했고, 이후 타발 지역의 어떤 통치자도 다시 "대왕" 칭호를 주장하지 않았다.
훌리야스의 신원은 아직 불확실하다. 신아시리아 자료에서는 그를 평민이라고 언급했지만, 그는 투와티스 2세의 봉신인 루와스의 조카 훌리스와 동일 인물일 수도 있다. 훌리스는 타발의 수도 아르툴루에서 삼촌을 기리는 비석을 세웠다. 또는 그가 북부 시리아 출신이었을 수도 있다.
바수사르마스의 폐위와 훌리야스로의 교체는 신아시리아 세력이 타발에서 직면한 문제를 해결하지 못했고, 기원전 8세기 내내 타발 지역에 대한 신아시리아 정책은 호환 가능한 파트너를 찾지 못하는 무능력으로 특징지어졌다. 따라서 기원전 726년에 티글라트-필레세르 3세의 아들이자 후계자인 샬마네세르 5세 (재위 기간: 기원전 727년~기원전 722년)는 훌리야스와 그의 온 가족을 아시리아로 추방했는데, 이는 훌리야스가 프리기아와 공모했기 때문일 수 있다.
훌리야스의 망명 기간 동안 타발의 상황은 알려져 있지 않지만, 그의 왕의 추방은 그곳에 지도력 공백을 초래했을 가능성이 높다. 대안적으로, 아마도 바수사르마스 2세의 아들인 또 다른 투와티스가 훌리야스가 추방된 후 타발의 왕위에 앉았을 수도 있다.
한편, 아투나 왕국은 훌리야스의 추방으로 인해 이득을 본 것으로 보이며, 본격적인 타발의 권력 공백으로 인해 아투나는 타발 지역의 지역 강국이 될 수 있었다.

###### 프리기아와 아시리아 사이
프리기아인과 무스키족이 프리기아 왕 미다스 아래 통합되면서, 그의 왕국은 동아나톨리아에서 신아시리아 세력의 주요 경쟁자가 되었고, 타발 지역은 신아시리아 제국과 프리기아 제국 사이의 분쟁 지역이 되었다.
미다스는 여전히 독립적인 타발의 지역 통치자들을 설득하여 프리기아에 대한 충성으로 전환시키려 했고, 그들 중 몇몇은 그의 제안을 받아들였다. 샬마네세르 5세의 후계자인 사르곤 2세 (재위 기간: 기원전 722년~기원전 705년)는 이에 대응하여 타발 지역에서 신아시리아의 세력을 회복하고, 반란을 일으킨 통치자들을 아시리아로 추방하고, 그들의 도시를 자신에게 충성을 유지한 통치자들에게 주었으며, 아시리아인과 다른 외국인들을 타발에 정착시켰다.

###### 비트-부루타슈 왕국
사르곤 2세가 타발 지역에 대해 가장 중요하게 여긴 것은 북서쪽의 프리기아 공격으로부터 전체 지역을 확보하는 것이었다. 타발 지도부의 공백이 아나톨리아에서 신아시리아 이익에 대한 프리기아와 우라르투의 위협을 악화시킬 것을 우려하여, 기원전 721년에 그는 훌리야스와 그의 가족을 타발로 돌려보내 타발의 왕위에 복귀시켰다. 따라서 신아시리아 제국은 지역 통치자들이 너무 강력해지는 것을 막으면서도 다른 세력이 그곳에서 영향력을 행사하거나 신아시리아 세력이 지역에서 파트너를 잃는 혼란을 방지해야 하는 상황을 헤쳐나가야 했다.
훌리야스의 타발 왕위 복귀는 샬마네세르 5세로부터 사르곤 2세가 권력을 장악하게 된 신아시리아 제국 내의 권력 투쟁과 연관되었을 수도 있다. 타발 왕국에서 상형 루위아어 비문의 전통은 훌리야스의 임명으로 끝났을 가능성이 있다. 그의 추방 후 복귀와 아시리아 궁정에서 아들의 재교육은 그를 시리아-히타이트 문화 전통에서 멀어지게 했을 수 있다.
이때쯤 타발의 서쪽 국경은 현대 콘야 지역에 이르렀고, 남쪽 국경은 힐락쿠국의 북쪽 국경까지 확장되었다.
사르곤 2세는 곧 훌리야스의 아들 암바리스를 타발 왕국의 후계자로 임명했다. 암바리스는 가족이 망명 생활을 할 때 아시리아에서 재교육을 받았고, 그의 충성 맹세는 사르곤 2세에게 암바리스를 신뢰하고 타발의 왕위에 앉힐 수 있다는 확신을 주었다. 또한 사르곤 2세는 자신의 딸 아하트-아비샤와 결혼시키고 지참금으로 힐락쿠를 주어 암바리스의 충성을 확보하고 다른 타발 왕들보다 그의 지위를 높이려 필사적으로 노력했다.
그러나 힐락쿠 자체가 신아시리아의 통치로부터 대부분 독립 상태였기 때문에, 암바리스가 그곳에서 실질적인 권력을 행사했을 가능성은 낮다. 사르곤 2세가 그에게 힐락쿠에 대한 권한을 부여한 것은 오히려 기원전 718년에 키야키야스 왕의 반란을 진압한 후 와수사르마스 왕국의 북서부 지역(현재의 수바사, 토파다, 괴스테신 지역에 해당)을 아투나의 쿠르디스에게 넘겨주면서 그에게 시누흐투 영토를 넘겨준 후 암바리스에게 제공할 다른 땅이 없었기 때문으로 보인다.
사르곤 2세는 자신이 암바리스에게 준 "땅을 넓혔다"고 주장했으며, 이 새롭게 확장되고 재편성된 타발 왕국은 비트-부루타슈라는 새 이름을 얻었다. 이러한 재편성은 사르곤 2세가 타발 지역에 대한 신아시리아 권위를 보다 효율적으로 부과하고 프리기아 왕 미다스가 신아시리아 세력에 가하는 위협을 더 잘 봉쇄하기 위해 이 지역 대부분을 단일 통합 왕국 형태로 중앙집권화된 권위를 수립하려는 시도의 일환이었다.
따라서 사르곤 2세는 타발을 비트-부루타슈로 재편성하고 암바리스를 왕으로 임명함으로써 프리기아 팽창주의에 맞서 타발 지역에서 신아시리아의 권위를 강화하고 그곳에서 신아시리아의 통제를 회복하려 했다. 그러나 아마도 기원전 714년부터 암바리스는 미다스의 압력을 받기 시작했으며, 미다스는 처음에는 외교적인 수단을 통해, 나중에는 군사적 위협을 통해 그에게 신아시리아에 대한 충성을 포기하고 자신에게 합류할 것을 설득하려 했다.
암바리스는 신아시리아 왕자들과 함께 아시리아 궁정에서 교육을 받았기 때문에, 그의 경험이 그에게 상당한 아시리아 정체성을 심어주었을 가능성이 있으며, 따라서 그는 타발 지역의 지역 기념 전통을 계속하지 않았을 수도 있다.
암바리스 자신은 미다스의 압력을 받기 시작했으며, 미다스는 처음에는 외교적인 수단을 통해, 나중에는 군사적 위협을 통해 그에게 신아시리아에 대한 충성을 포기하고 자신에게 합류할 것을 설득하려 했다. 프리기아가 남동쪽에서 비트-부루타슈와 직접적으로 국경을 접하고 있었고, 암바리스는 그의 도시에 빠르게 진군할 수 있는 프리기아 군대에 맞서 그의 새로운 왕국을 효율적으로 방어할 수 없었기 때문에, 그는 사르곤 2세에게 충성을 유지하여 프리기아와 우라르투에게 그의 왕국과 왕위를 잃을 것인지, 아니면 신아시리아 제국의 이 후자 경쟁자들과 동맹을 맺고 사르곤 2세의 군사적 보복에 직면할 것인지라는 어려운 결정을 내려야 했다.
사르곤 2세가 기원전 714년에 우라르투 전역으로 바빴기 때문에, 암바리스는 비트-부루타슈를 방어할 신아시리아 제국으로부터의 중요한 군사적 지원이 없었고, 따라서 프리기아와 동맹을 맺고 신아시리아 제국에 대한 충성을 포기할 수밖에 없었다.
사르곤 2세가 기원전 714년에 우라르투를 성공적으로 공격하고 격파했음에도 불구하고, 새로운 우라르투 왕 아르기슈티 2세는 유프라테스 서쪽, 아나톨리아 고원 및 아나톨리아 남동부 해안에 있는 신아시리아 봉신국들에 대한 우라르투의 영향력 확대를 계속 시도했다.
따라서 프리기아와 우라르투 모두 이 지역에서 자신들의 세력을 확장하고 신아시리아 제국의 유일한 패권에 도전하려 했다. 이 두 세력으로부터 증가하는 압력에 직면하여 암바리스는 신아시리아 제국과의 관계를 끊을 경우 자신을 보호해 줄 것이라는 보장을 구하며 이들과 소통했다.

###### 신아시리아 제국에 합병
그러나 신아시리아 정보부는 암바리스가 프리기아와 우라르투에게 보낸 메시지를 가로챘고, 이로 인해 사르곤 2세에게 불신을 사게 되었다. 사르곤 2세는 암바리스가 프리기아와 우라르투와 공모했다고 비난했고, 그 결과 기원전 713년에 암바리스와 그의 가족, 그리고 수석 궁정 신하들을 아시리아로 추방했다.
암바리스가 추방된 후 비트-부루타슈는 신아시리아 제국에 합병되어 지방으로 편입되었고, 사르곤 2세는 히야와에 주둔한 케의 총독으로 환관 아슈르-샤루-우수르를 임명했으며, 그는 힐락쿠와 비트-부루타슈에 대한 권한도 가졌고 투와나에 대한 일반적인 감독권을 행사했다. 따라서 비트-부루타슈와 힐락쿠는 신아시리아 총독의 행정 아래 놓였고, 신아시리아 제국이 새로 정복한 다른 지역에서 추방된 사람들이 정착하여 타발은 직접적인 아시리아 통치하에 놓였다.
사르곤 2세는 또한 비트-부루타슈 영토의 일부를 투와나의 와르팔라와스 2세에게 넘겨주었다. 와르팔라와스 2세는 신아시리아 제국의 충성스러운 신민으로 남아 있었으며, 이제 아슈르-샤루-우수르의 권한 아래 명목상의 통치자가 되었다.
쿨마치 언덕 정상과 현재 토파다 북서쪽 언덕 위에 있는 타발의 일부 요새는 비트-부루타슈 합병과 관련하여 건설되었을 수 있다.
비트-부루타슈의 합병과 암바리스의 추방은 아투나의 쿠르디스 왕을 설득하기에 충분히 강력한 영향을 미쳤다. 쿠르디스 왕은 신아시리아 제국에 대한 충성을 버리고 미다스의 봉신이 되었었으나, 다시 사르곤 2세에게 복종하게 되었다. 그러나  기원전 710년c.경, 아투나와 이스투안다가 비트-부루타슈의 도시들을 공동으로 공격했지만, 당시 쿠르디스가 여전히 아투나의 왕이었는지는 알 수 없다.
신아시리아 제국과 프리기아 제국 간의 적대 행위는 곧 기원전 710년~기원전 709년에 끝났고, 이는 사르곤 2세에게 아나톨리아, 특히 타발 왕국에 대한 신아시리아 통치를 공고히 할 기회를 제공했다.

###### 종말
기원전 705년, 사르곤 2세는 타발에서 킴메르족에 맞서 전역을 벌였으나 쿨룸무의 구르디와 전투에서 전사했다. 이로써 그곳에 대한 신아시리아의 직접 통치는 끝났고, 타발 지역은 결과적으로 다시 독립하게 되었지만 불안정해져 킴메르족의 공격에 취약해졌다.
사르곤 2세의 죽음과 함께 비트-부루타슈는 신아시리아 기록에서 갑자기 사라졌다. 그 후 신아시리아 제국은 아나톨리아에 대한 개입을 중단했고, 중앙 아나톨리아에 신아시리아 관리와 군대가 직접 주둔했음이 더 이상 확인되지 않았다. 사르곤 2세의 아들이자 후계자인 센나케리브가 틸-가림무에서 구르디를 공격했으나 그를 포획하는 데 실패한 후, 신아시리아 제국은 대신 케에서 멜리드, 하란에 이르는 새롭게 축소된 국경을 보호하는 데 집중하게 되었다.

###### 여파
타발/비트-부루타슈의 그 이후 운명은 불분명하지만, 센나케리브의 뒤를 이어 에사르하돈이 즉위했을 때, 전체 타발 지역은 이스칼루와 무갈루 같은 신아시리아 제국으로부터 독립한 통치자들의 지배 아래 단일 왕국으로 다시 등장했는데, 이는 아나톨리아에 대한 신아시리아의 지배가 끝난 후 타발이 재건되었음을 시사한다.
일부 조지아 언어학자들은 카르트벨리어족과 타발 지역 사이에 연관성이 있다고 보며, 기원전 5세기 헤로도토스와 크세노폰이 아나톨리아의 흑해 연안에 살았던 티바레노이의 이름을 인용한다.

## 통치자 목록
- 투와티스 1세 (𔕬𔗬𔑣𔓯𔗔[101][102] 신아시리아 아카드어: 𒁹𒌅𒀜𒋾;[103]), r. 불명 –  기원전 837년c.
- 키야키야스(신아시리아 아카드어: 𒁹𒆠𒅅𒆠[104]), r.  기원전 837년c. – 불명
- 투와티스 2세 (𔕬𔓬𔑣𔕣[105][106]), r.  기원전 8세기 중반c.
- 바수사르마스 (𔓬𔖢𔑙𔒅𔗔;[105][106][107][108] 신아시리아 아카드어: 𒁹𒌑𒊍𒋩𒈨[109][110]), r.  기원전 740년c. – 기원전 730년
- 훌리야스[111] (𔕙𔔹𔓱𔗦𔗷;[112][113] 신아시리아 아카드어: 𒁹𒄷𒌌𒇷𒄿[114][115]), r. 기원전 730년 –  기원전 726년c.,  기원전 721년c.
- 암바리스(신아시리아 아카드어: 𒁹𒄠𒁀𒊑𒄑[116]), r.  기원전 721년c. – 기원전 713년

## 참고 문헌
- Adalı, Selim Ferruh (2017). 〈Cimmerians and the Scythians: the Impact of Nomadic Powers on the Assyrian Empire and the Ancient Near East〉.   Kim, Hyun Jin; Vervaet, Frederik Juliaan; Adalı, Selim Ferruh. 《Eurasian Empires in Antiquity and the Early Middle Ages Contact and Exchange between the Graeco- Roman World, Inner Asia and China》. 케임브리지: 케임브리지 대학교 출판부. 60–82쪽. ISBN 978-1-107-19041-2.
- Adalı, Selim Ferruh (2023). 〈The Phantom Menace? The Chronology of Cimmerian Expeditions, Territories and Zones of Influence in Anatolia〉.   Draycott, Catherine M.; Branting, Scott; Lehner, Joseph W.; Özarslan, Yasemin. 《From Midas to Cyrus and Other Stories: Papers on Iron Age Anatolia in Honour of Geoffrey and Françoise Summers》. BIAA Monograph Series. 런던, 영국: British Institute at Ankara. 209–228쪽. ISBN 978-1-912-09011-2.
- Adiego, Ignasi-Xavier (2019). 《The Survival of the God Name Šarruma in Cilician Names in the Greek Sources》. 《Altorientalische Forschungen》 46 (발터 데 그루이터). 147–160쪽. doi:10.1515/aofo-2019-0010. 2024년 8월 15일에 확인함.
- Aro, S. (2013). 〈Tabal〉.   Streck, Michael P.; Frantz-Szabó, Gabriella; Krebernik, Manfred; Bonacossi, D. Morandi; Postgate, J. N.; Seidl, Ursula; Stol, M.; Wilhelm, Gernot. 《Reallexikon der Assyriologie und Vorderasiatischen Archäologie》 (독일어) 13. 베를린, 독일; 뉴욕, 미국: 발터 데 그루이터. ISBN 978-3-110-30715-3.
- Aro, S. (2014). 〈Uassurme〉.   Streck, Michael P.; Frantz-Szabó, Gabriella; Krebernik, Manfred; Bonacossi, D. Morandi; Postgate, J. N.; Seidl, Ursula; Stol, M.; Wilhelm, Gernot. 《Reallexikon der Assyriologie und Vorderasiatischen Archäologie》 (독일어) 14. 베를린, 독일; 뉴욕, 미국: 발터 데 그루이터. 257쪽. ISBN 978-3-110-41761-6.
- Aro, Sanna (2023). 〈Vanishing kingdoms: Tabal and Tuwana during the seventh century BC〉.   Draycott, Catherine M.; Branting, Scott; Lehner, Joseph W.; Özarslan, Yasemin. 《From Midas to Cyrus and Other Stories: Papers on Iron Age Anatolia in Honour of Geoffrey and Françoise Summers》. BIAA Monograph Series. 런던, 영국: British Institute at Ankara. 113–135쪽. ISBN 978-1-912-09011-2.
- Baker, Heather D. (2023). 〈The Assyrian Empire: A View from Within〉.   Radner, Karen; Moeller, Nadine; Potts, Daniel T. 《The Age of Assyria》. The Oxford History of the Ancient Near East 4. 뉴욕, 미국: 옥스퍼드 대학교 출판부. 257–351쪽. ISBN 978-0-190-68763-2.
- Bryce, Trevor (2009). 《The Routledge Handbook of the Peoples and Places of Ancient Western Asia: From the Early Bronze Age to the Fall of the Persian Empire》. 런던, 영국: 라우틀리지. ISBN 978-0-415-39485-7.
- Bryce, Trevor (2012). 《The World of The Neo-Hittite Kingdoms: A Political and Military History》. 옥스퍼드, 영국: 옥스퍼드 대학교 출판부. ISBN 978-0-199-21872-1.
- D'Alfonso, Lorenzo (2012). 〈Tabal, an 'out-group' definition in the first Millennium BCE〉.   Lanfranchi, Giovanni B.; Bonacossi, Daniele Morandi; Pappi, Cinzia; Ponchia, Simonetta. 《Leggo! Studies Presented to Frederick Mario Fales on the Occasion of His 65ᵗʰ Birthday》. 비스바덴, 독일: Harrassowitz Verlag. 173–194쪽. ISBN 978-3-447-06659-4.
- D'Alfonso, Lorenzo (2019). 《War in Anatolia in the post-Hittite period: the Anatolian Hieroglyphic inscription of TOPADA revised》. 《Journal of Cuneiform Studies》 71 (시카고 대학교 출판부 for the American Schools of Oriental Research). 133–152쪽. doi:10.1086/703857. 2024년 3월 22일에 확인함.
- D'Alfonso, Lorenzo; Pedrinazzi, Matteo (2021). 〈Forgetting an Empire, Creating a New Order: Trajectories of Rock-cut Monuments from Hittite into Post-Hittite Anatolia, and the Afterlife of the “Throne” of Kızıldağ〉.   Ben-Dov, Jonathan; Rojas, Felipe. 《Afterlives of Ancient Rock-cut Monuments in the Near East: Carvings in and out of Time》. Culture and History of the Ancient Near East 123. 레이던, 네덜란드: 브릴. 114–160쪽. ISBN 978-9-004-46208-3.
- Ebeling, E. (1932). 〈Ambaris〉.   Ebeling, Erich; Meissner, Bruno. 《Reallexikon der Assyriologie und Vorderasiatischen Archäologie》 (독일어) 1. 베를린, 독일; 라이프치히, 독일: 발터 데 그루이터. 93–94쪽. ISBN 978-3-112-35785-9.
- Giusfredi, Federico; Pisaniello, Valerio; Rizza, Alfredo (2021). 《On the origin and meaning of the Assyrian toponym Tabal》. 《Aramazd. Armenian Journal of Near Eastern Studies》 15. 128–140쪽. doi:10.32028/ajnes.v15i1-2.1301. 2024년 3월 6일에 확인함.
- Goedegebuure, Petra; van den Hout, Theo; Osborne, James; Massa, Michele; Bachhuber, Christoph; Şahin, Fatma (2020). 《TÜRKMEN-KARAHÖYÜK 1: a new Hieroglyphic Luwian inscription from Great King Hartapu, son of Mursili, conqueror of Phrygia》. 《Anatolian Studies: Journal of the British Institute at Ankara》 70 (케임브리지 대학교 출판부 on behalf of the British Institute at Ankara). 29–43쪽. doi:10.1017/S0066154620000022. 2024년 4월 11일에 확인함.
- Grousset, René (1970). 《The Empire of the Steppes: A History of Central Asia》. 번역 Walford, Naomi. 뉴브런즈윅, 미국: Rutgers University Press. ISBN 978-0-813-51304-1.
- Hawkins, J. D. (1975). 〈Ḫulli〉.   Edzard, Dietz Otto; Calmeyer, P.; Moortgat, A.; Otten, H.; Röllig, Wolfgang; v. Soden, W.; Wiseman, D. J. 《Reallexikon der Assyriologie und Vorderasiatischen Archäologie》 (영어) 4. 베를린, 독일; 뉴욕, 미국: 발터 데 그루이터. 490–491쪽. ISBN 978-3-110-06772-9.
- Hawkins, John David (2000b). 《Inscriptions of the Iron Age, Part 2: Text: Amuq, Aleppo, Hama, Tabal, Assur Letters, Miscellaneous, Seals, Indices》. Corpus of Hieroglyphic Luwian Inscriptions 1. 베를린, 독일; 뉴욕, 미국: 발터 데 그루이터. ISBN 978-3-110-10864-4.
- Hawkins, John David (2000c). 《Inscriptions of the Iron Age, Part 3: Plates》. Corpus of Hieroglyphic Luwian Inscriptions 1. 베를린, 독일; 뉴욕, 미국: 발터 데 그루이터. ISBN 978-3-110-10864-4.
- Hawkins, J. D. (2014). 〈Urballa〉.   Streck, Michael P.; Frantz-Szabó, Gabriella; Krebernik, Manfred; Bonacossi, D. Morandi; Postgate, J. N.; Seidl, Ursula; Stol, M.; Wilhelm, Gernot. 《Reallexikon der Assyriologie und Vorderasiatischen Archäologie》 (독일어) 14. 베를린, 독일; 뉴욕, 미국: 발터 데 그루이터. ISBN 978-3-110-41761-6.
- Ivantchik, Askold (1993a). 《Les Cimmériens au Proche-Orient》 [근동의 킴메르족] (PDF) (프랑스어). 프리부르, 스위스; 괴팅겐, 독일: 에디션즈 위니베르시테르 (스위스); 반덴회크 & 루프레히트 (독일). ISBN 978-3-727-80876-0.
- Novotny, Jamie (2023). 〈The Assyrian Empire in Contact with the World〉.   Radner, Karen; Moeller, Nadine; Potts, Daniel T. 《The Age of Assyria》. The Oxford History of the Ancient Near East 4. 뉴욕, 미국: 옥스퍼드 대학교 출판부. 352–423쪽. ISBN 978-0-190-68763-2.
- Olbrycht, Marek Jan (2000a). 〈The Cimmerian Problem Re-Examined: the Evidence of the Classical Sources〉.   Pstrusińska, Jadwiga; Fear, Andrew. 《Collectanea Celto-Asiatica Cracoviensia》. 크라쿠프: 크시엥가르니아 아카데미카. 71–100쪽. ISBN 978-8-371-88337-8.
- Payne, Annick (2023). 〈The Kingdom of Phrygia〉.   Radner, Karen; Moeller, Nadine; Potts, Daniel T. 《The Age of Assyria》. The Oxford History of the Ancient Near East 4. 뉴욕, 미국: 옥스퍼드 대학교 출판부. 865–911쪽. ISBN 978-0-190-68763-2.
- Phillips, E. D. (1972). 《The Scythian Domination in Western Asia: Its Record in History, Scripture and Archaeology》. 《World Archaeology》 4. 129–138쪽. doi:10.1080/00438243.1972.9979527. JSTOR 123971. 2021년 11월 5일에 확인함.
- Simon, Zsolt (2013). 《Where is the Land of Sura of the Hieroglyphic Luwian Inscription KARKAMIŠ A4b and Why Were Cappadocians Called Syrians by Greeks?》. 《Altorientalische Forschungen》 39 (발터 데 그루이터). 167–180쪽. doi:10.1524/aofo.2012.0011. 2024년 3월 6일에 확인함.
- Simon, Zsolt (2017). 〈The Northern Border of Tabal〉. 《L'hittitologie aujourd'hui : Études sur l'Anatolie hittite et néo-hittite à l'occasion du centenaire de la naissance d'Emmanuel Laroche》 [오늘날의 히타이트학: 에마뉘엘 라로슈 탄생 100주년을 기념하는 히타이트 및 신히타이트 아나톨리아 연구]. 프랑스 아나톨리아 연구소. 201–211쪽. ISBN 978-2-362-45083-9.
- Simon, Zsolt (2018). 《Sapaziti, Sapalulme und die Suppiluliumas von W/Pal(a)stin(a/i)》 [사파지티, 사팔룸메와 W/팔(a)스틴(a/i)의 수필룰리우마스]. 《Altorientalische Forschungen》 45 (발터 데 그루이터). 122–132쪽. doi:10.1515/aofo-2018-0011. 2024년 7월 19일에 확인함.
- Sulimirski, Tadeusz; Taylor, T. F. (1991). 〈스키타이족〉.   Boardman, John; Edwards, I. E. S.; Hammond, N. G. L.; Sollberger, E.; Walker, C. B. F. 《The Assyrian and Babylonian Empires and other States of the Near East, from the Eighth to the Sixth Centuries B.C.》. 캠브리지 고대사 3. 케임브리지, 영국: 케임브리지 대학교 출판부. 547–590쪽. ISBN 978-1-139-05429-4.
- Tokhtas’ev, Sergei R. (1991). 〈Cimmerians〉. 《이란 백과사전》. 뉴욕, 미국: 이란 백과사전 재단; 브릴.
- Weeden, Mark (2010). 《Tuwati and Wasusarma: Imitating the Behaviour of Assyria》. 《이라크》 72 (영국 이라크 연구소). 39–61쪽. doi:10.1017/S0021088900000589. 2024년 4월 7일에 확인함.
- Weeden, Mark (2017). 〈Tabal and the Limits of Assyrian Imperialism〉.   Heffron, Yağmur; Stone, Adam; Worthington, Martin. 《At the Dawn of History: Ancient Near Eastern Studies in Honour of J. N. Postgate》 2. 위노나, 미국: 아이젠브라운스. 721–736쪽. ISBN 978-1-57506-471-0.
- Weeden, Mark (2023). 〈The Iron Age States of Central Anatolia and Northern Syria〉.   Radner, Karen; Moeller, Nadine; Potts, Daniel T. 《The Age of Assyria》. The Oxford History of the Ancient Near East 4. 뉴욕, 미국: 옥스퍼드 대학교 출판부. 912–1026쪽. ISBN 978-0-190-68763-2.
- Younger, K. Lawson Jr. (2009). 《Two Epigraphic Notes on the New Katumuwa Inscription from Zincirli》. 《MAARAV, A Journal for the Study of the Northwest Semitic Languages and Literatures》 16 (웨스턴 아카데믹 프레스). 159–179쪽. doi:10.1086/MAR200916202. 2024년 3월 21일에 확인함.